# Баженов Борис Петрович
Бори́с Петро́вич Баже́нов (13 липня 1871, Харківська губернія, Російська імперія — ?) — український військовик.

## Життєпис
Закінчив 2-й Московський кадетський корпус, 1891 року — Миколаївське кінне училище. Служив у 35-му драгунському Білгородському полку.
1898 року закінчив Миколаївську академію Генштабу в Санкт-Петербурзі (перший розряд, нагороджено малою срібною медаллю із занесенням його імені на мармурову дошку). Після цього обіймав посади старшого ад'ютанта штабу 2-ї гвардійської кінної дивізії, старшого офіцера для особливих доручень штабу Петербурзького військового округу.
Упродовж шести років (від 4 травня 1907 року до 30 липня 1913 року) — начальник штабу 1-ї гвардійської кінної дивізії. Полковник.
1913 року отримав звання генерала-майора й був призначений начальником військових сполучень Санкт-Петербурзького військового округу.
Під час Першої світової війни — генерал-квартирмейстер 6-ї армії Румунського фронту.
За Гетьманату (1918) — голова Української надзвичайної дипломатичної місії у скандинавських країнах (Швеції та Норвегії).

## Електронні джерела
- Імператорська Миколаївська військова академія
- Перша гвардійська кавалерійська дивізія